# FIBA West Asia Super League 2024-2025
La FIBA West Asia Super League 2024-2025, anche conosciuta come FIBA WASL 2024-2025, è stata la terza edizione della competizione, la principale competizione di basket per l'Asia occidentale organizzata dalla FIBA Asia.
Alla competizione hanno preso parte 14 squadre dai paesi dell'Asia Occidentale. La stagione delle due sottozone inizierà in due differenti date: la Gulf League prenderà inizio il 21 ottobre 2024; invece la West Asia League doveva in principio iniziare il 4 dicembre 2024 a causa della instabilità politica che stanno vivendo alcune nazioni della regione, ma nel novembre 2024 l'inizio della lega è stato rinviato alla primavera del 2025 con un formato diverso.
L'Al-Riyadi Beirut, squadra del Libano, difenderà sul campo a difendere il titolo, avendo vinto la seconda edizione della competizione.
I campioni e i secondi classificati di questa edizione otterranno la qualificazione per la Basketball Champions League Asia 2025.

## Squadre partecipanti
Le squadre che prenderanno parte alla competizione sono state annunciate dalla FIBA il 2 Ottobre 2024.
- CH: Campione in carica
- 1°, 2°, ecc.: Posizione nell'ultimo campionato nazionale

| Fase a gironi           | Fase a gironi         | Fase a gironi       | Fase a gironi         |
| West Asia League        | West Asia League      | Gulf League         | Gulf League           |
| ----------------------- | --------------------- | ------------------- | --------------------- |
| Al-Riyadi Beirut (1°)CH | Al Wahda Damasco (1°) | Al-Arabi Doha (1°)  | Al Manama (1°)        |
| Sagesse (2°)            | Al-Difaa Al-Jawi (1°) | Shabab Al-Ahli (1°) | Al-Ahli Manama (2°)   |
| Tabiat (1°)             | Amman United (NP)     | Al Kuwait (1°)      | Al Bashaer (1°)       |
|                         |                       | Al-Qadisiya (2°)    | Al-Ittihad Gedda (2°) |

## Sorteggi
Il sorteggio per i gironi delle due sottozone si è tenuti online il 5 ottobre 2024, in diretta da Beirut in Libano.Squadre dello stesso paese non possono essere sorteggiate nello stesso girone. Pertanto, erano presenti tre fasce per il sorteggio e le squadre rimanenti sono state assegnate al girone che non conteneva una squadra del loro stesso paese.
West Asia League
| Squadre          |
| ---------------- |
| Al-Riyadi Beirut |
| Tabiat           |

| Squadre          |
| ---------------- |
| Al Wahda Damasco |
| Al-Difaa Al-Jawi |

| Squadre      |
| ------------ |
| Amman United |

| Squadre |
| ------- |
| Sagesse |

Gulf League
| Squadre   |
| --------- |
| Al Kuwait |
| Al Manama |

| Squadre          |
| ---------------- |
| Shabab Al-Ahli   |
| Al-Ittihad Gedda |

| Squadre       |
| ------------- |
| Al-Arabi Doha |
| Al Bashaer    |

| Squadre        |
| -------------- |
| Al-Ahli Manama |
| Al-Qadisiya    |

## West Asia League
La West Asia League 2024-25, la cui partenza era inizialmente prevista per il 4 dicembre 2024 con due gironi composti da tre squadre ciascuno,  ha subito delle modifiche per quanto riguarda il calendario ed il formato della lega a causa delle tensioni e delle incertezze persistenti nella regione. Il 28 novembre 2024 la FIBA ha annunciato un nuovo calendario per la competizione con l'introduzione di un formato a girone unico all'italiana, sostituendo la struttura originale che prevedeva partite di andata e ritorno.
Sei squadre si sono sfidate in un unico girone con un formato a girone all'italiana, il primo turno di partire si terrà tra il 4 ed il 9 marzo 2025, mentre il secondo turno tra il 7 ed il 13 aprile. La squadra che accumulerà il maggior numero di punti nei due turni sarà proclamata Campione della FIBA WASL West Asia League 2024/2025. 
Il 13 febbraio 2025 la FIBA ha annunciato che entrambi i turni della lega si disputeranno a Beirut in Libano.
In principio dovevano partecipare 6 squadre, ma la squadra dell'Al Wahda si è ritirata dalla competizione, a causa della delicata situazione interna che sta vivendo la Siria.
Le prime tre squadre della lega si qualificheranno direttamente per la FIBA WASL Final 8 2024/2025, prevista per maggio 2025.
L'Al Riyadi Beirut dopo la vittoria per 84-66 contro l'Amman United, nella quarta giornata del secondo round, ha conquistando il titolo della FIBA WASL-West Asia 2024/2025 con una giornata di anticipo, vincendo per il terzo anno consecutivo la West Asia League.

### Fase a gironi
| Pos | Squadra          | G | V | P | GF  | GS  | DG   | Pt | Qualificazione           |
| --- | ---------------- | - | - | - | --- | --- | ---- | -- | ------------------------ |
| 1   | Al Riyadi Beirut | 8 | 8 | 0 | 776 | 648 | +128 | 16 | Qualificata alle Final 8 |
| 2   | Tabiat           | 8 | 5 | 3 | 668 | 671 | −3   | 13 | Qualificata alle Final 8 |
| 3   | Sagesse          | 8 | 3 | 5 | 662 | 691 | −29  | 11 | Qualificata alle Final 8 |
| 4   | Al-Difaa Al-Jawi | 8 | 2 | 6 | 699 | 715 | −16  | 10 |                          |
| 5   | Amman United     | 8 | 2 | 6 | 621 | 701 | −80  | 10 |                          |

### Primo turno
| Squadra 1        | Risultato | Squadra 2        |
| ---------------- | --------- | ---------------- |
| 4 marzo 2025     |           |                  |
| Al-Difaa Al-Jawi | 87 – 96   | Amman United     |
| Sagesse          | 87 – 88   | Tabiat           |
| 5 Marzo 2025     |           |                  |
| Tabiat           | 92 – 88   | Al-Difaa Al-Jawi |
| Amman United     | 88 – 108  | Al-Riyadi Beirut |
| 7 marzo 2025     |           |                  |
| Al-Difaa Al-Jawi | 88 – 91   | Sagesse          |
| Al-Riyadi Beirut | 110 – 100 | Tabiat           |
| 8 marzo 2025     |           |                  |
| Tabiat           | 79 – 64   | Amman United     |
| Sagesse          | 59 – 86   | Al-Riyadi Beirut |
| 9 marzo 2025     |           |                  |
| Amman United     | 89 – 94   | Sagesse          |
| Al-Riyadi Beirut | 102 – 93  | Al-Difaa Al-Jawi |

### Secondo turno
| Squadra 1        | Risultato | Squadra 2        |
| ---------------- | --------- | ---------------- |
| 8 aprile 2025    |           |                  |
| Tabiat           | 69 – 74   | Amman United     |
| Al-Difaa Al-Jawi | 79 – 94   | Al-Riyadi Beirut |
| 9 aprile 2025    |           |                  |
| Amman United     | 68 – 92   | Al-Difaa Al-Jawi |
| Al-Riyadi Beirut | 100 – 85  | Sagesse          |
| 11 aprile 2025   |           |                  |
| Al-Difaa Al-Jawi | 83 – 87   | Tabiat           |
| Sagesse          | 88 – 76   | Amman United     |
| 12 aprile 2025   |           |                  |
| Amman United     | 66 – 84   | Al-Riyadi Beirut |
| Tabiat           | 75 – 73   | Sagesse          |
| 13 aprile 2025   |           |                  |
| Sagesse          | 85 – 89   | Al-Difaa Al-Jawi |
| Al-Riyadi Beirut | 92 – 78   | Tabiat           |

## Gulf League

### Fase a gironi

#### Gruppo A
| Pos | Squadra        | G | V | P | GF  | GS  | DG   | Pt | Qualificazione              |  | SAD   | KUW   | AAM   | ALB    |
| --- | -------------- | - | - | - | --- | --- | ---- | -- | --------------------------- |  | ----- | ----- | ----- | ------ |
| 1   | Shabab Al-Ahli | 6 | 5 | 1 | 507 | 440 | +67  | 11 | Qualificata alla semifinale |  | —     | 71–75 | 91–88 | 83–65  |
| 2   | Kuwait Club    | 6 | 5 | 1 | 446 | 349 | +97  | 11 | Qualificato allo spareggio  |  | 83–90 | —     | 88–77 | 103–48 |
| 3   | Al-Ahli Manama | 6 | 2 | 4 | 478 | 451 | +27  | 8  | Qualificato allo spareggio  |  | 73–76 | 63–77 | —     | 87–67  |
| 4   | Al Bashaer     | 6 | 0 | 6 | 288 | 479 | −191 | 6  |                             |  | 56–96 | 0–20  | 52–90 | —      |

#### Gruppo B
| Pos | Squadra       | G | V | P | GF  | GS  | DG  | Pt | Qualificazione              |  | ALQ   | MNM   | AIG   | AAD   |
| --- | ------------- | - | - | - | --- | --- | --- | -- | --------------------------- |  | ----- | ----- | ----- | ----- |
| 1   | Al-Qadisiya   | 6 | 4 | 2 | 494 | 479 | +15 | 10 | Qualificata alle semifinali |  | —     | 90–84 | 89–77 | 91–83 |
| 2   | Manama        | 6 | 4 | 2 | 477 | 470 | +7  | 10 | Qualificata allo spareggio  |  | 87–81 | —     | 78–73 | 84–85 |
| 3   | Al-Ittihad    | 6 | 2 | 4 | 453 | 443 | +10 | 8  | Qualificata allo spareggio  |  | 60–62 | 66–67 | —     | 86–64 |
| 4   | Al-Arabi Doha | 6 | 2 | 4 | 470 | 502 | −32 | 8  |                             |  | 88–81 | 75–77 | 81–85 | —     |

### Fase finale
Le due squadre che hanno concluso in testa i rispettivi gironi ottengono la qualificazione diretta per le semifinale; le seconde e terze classificate si affronteranno in una sfida al meglio delle tre partite, così da determinare le altre due qualificate per le semifinali.
|  | Spareggio | Spareggio        | Spareggio |  |  | Semifinali | Semifinali       | Semifinali |  |  | Finale          | Finale           | Finale          |
|  |           |                  |           |  |  |            |                  |            |  |  |                 |                  |                 |
|  |           |                  |           |  |  | A1         | Shabab Al-Ahli   | 2          |  |  |                 |                  |                 |
|  | B2        | Al Manama        | 2         |  |  | B2         | Al Manama        | 0          |  |  |                 |                  |                 |
|  | A3        | Al-Ahli Manama   | 1         |  |  |            |                  |            |  |  | A1              | Shabab Al-Ahli   | 2               |
|  |           |                  |           |  |  |            |                  |            |  |  | B3              | Al-Ittihad Gedda | 0               |
|  |           |                  |           |  |  | B1         | Al-Qadisiya      | 1          |  |  |                 |                  |                 |
|  | A2        | Al Kuwait        | 0         |  |  | B3         | Al-Ittihad Gedda | 2          |  |  | Finale 3° posto | Finale 3° posto  | Finale 3° posto |
|  | B3        | Al-Ittihad Gedda | 2         |  |  |            |                  |            |  |  | B2              | Al Manama        | 73              |
|  |           |                  |           |  |  |            |                  |            |  |  | B1              | Al-Qadisiya      | 81              |

#### Spareggio per le semifinali
| Squadra 1   | Totale | Squadra 2      | Gara 1 | Gara 2      | Gara 3 |
| ----------- | ------ | -------------- | ------ | ----------- | ------ |
| Kuwait Club | 0 – 2  | Al-Ittihad     | 87-96  | 63-64       | –      |
| Manama      | 2 – 1  | Al-Ahli Manama | 56-65  | 100-97 (OT) | 75-69  |

#### Semi-finali
| Squadra 1      | Totale | Squadra 2  | Gara 1 | Gara 2 | Gara 3 |
| -------------- | ------ | ---------- | ------ | ------ | ------ |
| Al-Qadisiya    | 1 – 2  | Al-Ittihad | 82-69  | 71-74  | 74-88  |
| Shabab Al-Ahli | 2 – 0  | Manama     | 104-91 | 88-81  | –      |

#### Finale terzo posto
La finale per il terzo posto, che vale la qualificazione per la final 8, si giocherà il 7 aprile 2025.
| Squadra 1 | Risultato | Squadra 2   |
| --------- | --------- | ----------- |
| Manama    | 73 - 81   | Al-Qadisiya |

#### Finali
Le date per le due sfide finali sono state definite per l'8 ed il 15 Aprile, mentre l'eventuale terza sfida si terrà il 22 aprile 2025.
| Squadra 1      | Totale | Squadra 2  | Gara 1 | Gara 2 | Gara 3 |
| -------------- | ------ | ---------- | ------ | ------ | ------ |
| Shabab Al-Ahli | 2 – 0  | Al-Ittihad | 90-88  | 90-83  | –      |

## Final 8
Nelle Final Eight, alle prime tre squadre dell'Asia occidentale e della Lega del Golfo si sono aggiunte le squadre che rappresenteranno la regione dell'Asia meridionale e dell'Asia centrale. La Final 8 della terza edizione si disputerà a Zouk Mikael, cittadina del Libano, dal 10 al 18 maggio 2025, presso lo Stade Nouhad Naufal.
Il Tamil Nadu ha guadagnato l'accesso alle Final 8 come rappresentate dell'Asia Meridionale grazie alla vittoria del SABA Club Championship 2025; un torneo in cui si sono affrontati i campioni nazionali di cinque paesi dell'Asia meridionale: India, Bhutan, Maldive, Nepal, Sri Lanka.
La squadra dell'India del Tamil Nadu ha però dovuto rinunciare alla competizione a causa delle tensioni scoppiate tra India e Pakistan; la squadra non è riuscita ad arrivare in tempo in Libano a causa della chiusura degli aeroporti indiani.
| Squadra          | Metodo qualificazione                |
| ---------------- | ------------------------------------ |
| Tamil Nadu       | Campioni SABA Club Championship 2025 |
| Astana           | Rappresentate CABA (Asia Centrale)   |
| Shabab Al-Ahli   | Campioni WASL Gulf League            |
| Al-Ittihad Gedda | Finalista WASL Gulf League           |
| Al-Qadisiya      | Terzo posto WASL Gulf League         |
| Al-Riyadi Beirut | Campioni WASL West Asia League       |
| Tabiat           | Secondo posto WASL West Asia League  |
| Sagesse          | Terzo posto WASL West Asia League    |

### Fase a gironi
Il sorteggio dei due gironi, da quattro squadre ciascuno, in cui sono state divise le squadre partecipanti, si è tenuto il 22 aprile 2025.
Le sfide della fase a girone si giocheranno dal 10 al 15 maggio 2025.

#### Gruppo A
| Pos | Squadra          | G | V | P | GF  | GS  | DG  | Pt | Qualificazione |
| --- | ---------------- | - | - | - | --- | --- | --- | -- | -------------- |
| 1   | Al-Riyadi Beirut | 3 | 3 | 0 | 291 | 216 | +75 | 6  | Semi-finali    |
| 2   | Sagesse          | 3 | 2 | 1 | 283 | 260 | +23 | 5  | Semi-finali    |
| 3   | Al-Ittihad Gedda | 3 | 1 | 2 | 235 | 272 | −37 | 4  |                |
| 4   | Astana           | 3 | 0 | 3 | 224 | 285 | −61 | 3  |                |

| Squadra 1        | Risultato | Squadra 2        |
| ---------------- | --------- | ---------------- |
| 10 Maggio 2025   |           |                  |
| Al-Riyadi Beirut | 93 – 58   | Astana           |
| Al-Ittihad Gedda | 69 – 99   | Sagesse          |
| 12 Maggio 2025   |           |                  |
| Astana           | 76 – 79   | Al-Ittihad Gedda |
| Sagesse          | 71 – 101  | Al-Riyadi Beirut |
| 14 Maggio 2025   |           |                  |
| Sagesse          | 113 – 90  | Astana           |
| Al-Riyadi Beirut | 97 – 87   | Al-Ittihad Gedda |

#### Gruppo B
| Pos | Squadra        | G | V | P | GF  | GS  | DG  | Pt | Qualificazione |
| --- | -------------- | - | - | - | --- | --- | --- | -- | -------------- |
| 1   | Tabiat         | 2 | 1 | 1 | 199 | 178 | +21 | 3  | Semi-finali    |
| 2   | Shabab Al-Ahli | 2 | 1 | 1 | 169 | 166 | +3  | 3  | Semi-finali    |
| 3   | Al-Qadisiya    | 2 | 1 | 1 | 164 | 188 | −24 | 3  |                |
| 4   | Tamil Nadu     | 0 | 0 | 0 | 0   | 0   | 0   | 0  | Ritirata       |

| Squadra 1      | Risultato | Squadra 2      |
| -------------- | --------- | -------------- |
| 11 Maggio 2025 |           |                |
| Shabab Al-Ahli | canc.     | Tamil Nadu     |
| Tabiat         | 112 – 85  | Al-Qadisiya    |
| 13 Maggio 2025 |           |                |
| Tamil Nadu     | canc.     | Tabiat         |
| Al-Qadisiya    | 79 – 76   | Shabab Al-Ahli |
| 15 Maggio 2025 |           |                |
| Al-Qadisiya    | canc.     | Tamil Nadu     |
| Shabab Al-Ahli | 93 – 87   | Tabiat         |

### Fase finale
|  | Semifinali 17 Maggio | Semifinali 17 Maggio | Semifinali 17 Maggio |        |                  | Finale 18 Maggio          | Finale 18 Maggio          | Finale 18 Maggio          |  |
|  |                      |                      |                      |        |                  |                           |                           |                           |  |
|  | A1                   | Al-Riyadi Beirut     | 97                   |        |                  |                           |                           |                           |  |
|  | A1                   | Al-Riyadi Beirut     | 97                   |        |                  |                           |                           |                           |  |
|  | B2                   | Shabab Al-Ahli       | 85                   |        |                  |                           |                           |                           |  |
|  | B2                   | Shabab Al-Ahli       | 85                   |        | Al-Riyadi Beirut | Al-Riyadi Beirut          | 104                       |                           |  |
|  |                      |                      |                      |        | Al-Riyadi Beirut | Al-Riyadi Beirut          | 104                       |                           |  |
|  |                      |                      | Tabiat               | Tabiat | 77               |                           |                           |                           |  |
|  | B1                   | Tabiat               | Tabiat               | Tabiat | 77               | 79                        |                           |                           |  |
|  | B1                   | Tabiat               |                      |        |                  | 79                        |                           |                           |  |
|  | A2                   | Sagesse              | 73                   |        |                  | Finale 3º posto 18 Maggio | Finale 3º posto 18 Maggio | Finale 3º posto 18 Maggio |  |
|  | A2                   | Sagesse              | 73                   |        |                  |                           |                           |                           |  |
|  |                      |                      |                      |        |                  |                           |                           |                           |  |
|  |                      |                      |                      |        |                  | Shabab Al-Ahli            | Shabab Al-Ahli            | 86                        |  |
|  |                      |                      |                      |        |                  | Shabab Al-Ahli            | Shabab Al-Ahli            | 86                        |  |
|  |                      |                      |                      |        |                  | Sagesse                   | Sagesse                   | 100                       |  |

Semifinali
| Arbitri: | Wissam Zein Ahmed Ali Yaseen Al-Shuwaili Chun Yip Yuen |

|                 |          |               |
| Georges-Hunt 23 | Punti    | 32 Washington |
| Saoud 19        | Assist   | 7 Crawford    |
| Maker 17        | Rimbalzi | 6 Washington  |

| Arbitri: | Xiao Chang Jian Sun Taha Al-Hashedi |

|             |          |                |
| Vahedi 31   | Punti    | 21 Jamaleddine |
| Zangeneh 6  | Assist   | 6 Lofton       |
| Zangeneh 11 | Rimbalzi | 11 Jamaleddine |

Finale Terzo Posto
| Arbitri: | Wissam Zein Xiao Zhang Taha Al-Hashedi |

|               |          |            |
| Washington 31 | Punti    | 27 Khalil  |
| Washington 5  | Assist   | 9 Khalil   |
| Alshabebi 16  | Rimbalzi | 11 Lalanne |

Finale
| Arbitri: | Jian Sun Ahmed Ali Yaseen Al-Shuwaili Mohammad Taha |

|           |          |            |
| Arakji 28 | Punti    | Buva 15    |
| Arakji 6  | Assist   | Zangeneh 5 |
| Maker 9   | Rimbalzi | Zangeneh 8 |

| FIBA West Asia Super League 2024-2025 |
| ------------------------------------- |
| Al-Riyadi Beirut 2º Titolo            |